# اوجی‌ال‌ای-۲۰۰۶-بی‌ال‌جی-۱۰۹ال
اوجی‌ال‌ای-۲۰۰۶-بی‌ال‌جی-۱۰۹ال یک ستاره است که در صورت فلکی کمان قرار دارد.